# Куп Југославије у фудбалу 1982/83.
Куп Југославије у фудбалу у сезони 1982/83. је тридесетпето такмичење за Пехар Маршала Тита.
У завршницу такмичења су се квалификовала 32  клуба из СФРЈ.
Победник Купа је постао Динамо Загреб, по седми пут у историји.

## Шеснаестина финала
| Утак. | Клуб                  | Резултат    | Клуб                |
| ----- | --------------------- | ----------- | ------------------- |
| 1     | АИК Бачка Топола      | 2–4         | Црвена звезда       |
| 2     | Приштина              | 0–1         | ОФК Београд         |
| 3     | ЈНА Гарнизон Рашка    | 1–1 (8–9 п) | Хајдук Сплит        |
| 4     | Јединство Бијело Поље | 0–2         | Динамо Загреб       |
| 5     | ЛИО Осијек            | 0–0 (2–4 п) | Вардар              |
| 6     | Оријент               | 2–0         | Осијек              |
| 7     | Партизан              | 1–0         | Леотар              |
| 8     | Работнички            | 2–2 (6–4 п) | Жељезничар Сарајево |
| 9     | Раднички Ниш          | 1–2         | Галеника            |
| 10    | Рудар Какањ           | 0–3         | Сарајево            |
| 11    | Слован                | 0–1         | Вележ Мостар        |
| 12    | Спартак Суботица      | 0–1         | Будућност Титоград  |
| 13    | Тетекс                | 1–1 (3–5 п) | Слобода Тузла       |
| 14    | Вико Омладинац        | 0–4         | Ријека              |
| 15    | Војводина             | 6–1         | Борац Чачак         |
| 16    | Загреб                | 0–2         | Олимпија Љубљана    |

## Осмина финала
| Утак. | Клуб             | Резултат    | Клуб               |
| ----- | ---------------- | ----------- | ------------------ |
| 1     | Црвена звезда    | 1–3         | Ријека             |
| 2     | Динамо Загреб    | 3–2         | Вележ Мостар       |
| 3     | Сарајево         | 5–2         | Работнички         |
| 4     | Хајдук Сплит     | 5–0         | Будућност Титоград |
| 5     | ОФК Београд      | 3–2         | Галеника           |
| 6     | Олимпија Љубљана | 0–0 (6–7 п) | Оријент            |
| 7     | Слобода Тузла    | 3–2         | Партизан           |
| 8     | Вардар           | 0–1         | Војводина          |

## Четвртфинале
| Утак. | Клуб          | Резултат    | Клуб          |
| ----- | ------------- | ----------- | ------------- |
| 1     | Динамо Загреб | 6–0         | Слобода Тузла |
| 2     | Ријека        | 1–0         | Црвена звезда |
| 3     | ОФК Београд   | 0–2         | Хајдук Сплит  |
| 4     | Оријент       | 0–0 (3–4 п) | Сарајево      |

## Полуфинале
| Утак. | Клуб     | Резултат | Клуб          |
| ----- | -------- | -------- | ------------- |
| 1     | Сарајево | 1–0      | Хајдук Сплит  |
| 2     | Ријека   | 1–3      | Динамо Загреб |

## Финале
| Клуб                                      | Резултат | Клуб |
| ----------------------------------------- | --- | --- |
| Динамо Загреб                             | 3 - 2 | Сарајево |
| Датум                                     | 24. мај, 1983. | 24. мај, 1983. |
| Стадион                                   | Стадион Црвене звезде, Београд | Стадион Црвене звезде, Београд |
| Гледалаца                                 | 25.000 | 25.000 |
| Судија                                    | Делевић, Београд | Делевић, Београд |
| Динамо Загреб (тренер: Мирослав Блажевић) | Маријан Влак, Анте Румора, Бранко Туцак, Звјездан Цветковић, Исмет Хаџић, Младен Муњаковић, Срећко Богдан, Златан Арнаутовић, Сњешко Церин, Златко Крањчар (' Еди Крнчевић), Борислав Цветковић (' Велимир Зајец)         | Маријан Влак, Анте Румора, Бранко Туцак, Звјездан Цветковић, Исмет Хаџић, Младен Муњаковић, Срећко Богдан, Златан Арнаутовић, Сњешко Церин, Златко Крањчар (' Еди Крнчевић), Борислав Цветковић (' Велимир Зајец)         |
| Сарајево (тренер: Бранко Станковић)       | Слободан Јањуш, Ферид Радељаш, Мирза Капетановић, Желимир Видовић (' Мехмед Јањош), Нијаз Ферхатовић, Фарук Хаџибегић, Драган Божовић, Славиша Вукићевић, Хусреф Мусемић, Давор Јозић, Бобан Божовић (' Сенад Мердановић) | Слободан Јањуш, Ферид Радељаш, Мирза Капетановић, Желимир Видовић (' Мехмед Јањош), Нијаз Ферхатовић, Фарук Хаџибегић, Драган Божовић, Славиша Вукићевић, Хусреф Мусемић, Давор Јозић, Бобан Божовић (' Сенад Мердановић) |
| Стрелци                                   | 1-0 Крањчар 14' 1-1 Мусемић 29' 2-1 Церин 31' 3-1 Крањчар 35' 3-2 Капетановић 73' | 1-0 Крањчар 14' 1-1 Мусемић 29' 2-1 Церин 31' 3-1 Крањчар 35' 3-2 Капетановић 73' |